# Hillesley and Tresham
Hillesley and Tresham est une paroisse civile du Gloucestershire, en Angleterre.